# Cerapachys
Genre
Synonymes
- Syscia Roger, 1861
- Ooceraea Roger, 1862
- Lioponera Mayr, 1879
- Parasyscia Emery, in Andrae, 1882
- Phyracaces Emery, 1902
- Cysias Emery, 1902
- Ceratopachys Schulz, W.A., 1906
- Chrysapace Crawley, 1924
- Neophyracaces Clark, 1941
- Yunodorylus Xu, 2000

Cerapachys est un genre de fourmis, de la sous-famille des Dorylinae. La plupart des espèces sont myrmécophages, attaquant les nids d'autres fourmis. Le genre est largement répandu dans les régions tropicales et subtropicales, la majeure partie des espèces occupant la région indo-australienne.
En 2016, sur la base de la phylogénie moléculaire et d'une révision de la morphologie des différentes espèces, le genre Cerapachys a été divisé en neuf genres distincts.

## Liste des espèces
- Cerapachys aberrans
- Cerapachys adamus
- Cerapachys afer
- Cerapachys aitkenii
- Cerapachys angustatus
- Cerapachys antennatus (type)
- Cerapachys aranus
- Cerapachys arnoldi
- Cerapachys augustae
- Cerapachys bakeri
- Cerapachys besucheti
- Cerapachys bicolor
- Cerapachys binodis
- Cerapachys biroi (devenue Ooceraea biroi)
- Cerapachys braunsi
- Cerapachys braytoni
- Cerapachys brevicollis
- Cerapachys brevis
- Cerapachys bryanti
- Cerapachys centurio
- Cerapachys clarki
- Cerapachys coecus
- Cerapachys cohici
- Cerapachys collingwoodi
- Cerapachys conservatus
- Cerapachys constrictus
- Cerapachys coxalis
- Cerapachys crassus
- Cerapachys crawleyi
- Cerapachys cribrinodis
- Cerapachys cryptus
- Cerapachys daikoku
- Cerapachys davisi
- Cerapachys decorsei
- Cerapachys desertorum
- Cerapachys desposyne
- Cerapachys dohertyi
- Cerapachys dominulus
- Cerapachys doryloides
- Cerapachys dumbletoni
- Cerapachys edentatus
- Cerapachys eguchii
- Cerapachys elegans
- Cerapachys faurei
- Cerapachys fervidus
- Cerapachys ficosus
- Cerapachys flammeus
- Cerapachys flavaclavatus
- Cerapachys foreli
- Cerapachys fossulatus
- Cerapachys foveolatus
- Cerapachys fragosus
- Cerapachys fuscior
- Cerapachys gilesi
- Cerapachys grandis
- Cerapachys greavesi
- Cerapachys gwynethae
- Cerapachys hashimotoi
- Cerapachys heros
- Cerapachys hewitti
- Cerapachys hondurianus
- Cerapachys humicola
- Cerapachys imerinensis
- Cerapachys inconspicuus
- Cerapachys incontentus
- Cerapachys indicus
- Cerapachys jacobsoni
- Cerapachys jovis
- Cerapachys kenyensis
- Cerapachys kodecorum
- Cerapachys kraepelinii
- Cerapachys krombeini
- Cerapachys lamborni
- Cerapachys larvatus
- Cerapachys latus
- Cerapachys lindrothi
- Cerapachys lividus
- Cerapachys longitarsus
- Cerapachys luteoviger
- Cerapachys luzuriagae
- Cerapachys macrops
- Cerapachys majusculus
- Cerapachys manni
- Cerapachys marginatus
- Cerapachys mayri
- Cerapachys mjobergi
- Cerapachys muiri
- Cerapachys mullewanus
- Cerapachys natalensis
- Cerapachys neotropicus
- Cerapachys niger
- Cerapachys nigriventris
- Cerapachys nitens
- Cerapachys nitidulus
- Cerapachys nkomoensis
- Cerapachys noctambulus
- Cerapachys opacus
- Cerapachys papuanus
- Cerapachys paradoxus
- Cerapachys pawa
- Cerapachys peringueyi
- Cerapachys picipes
- Cerapachys pictus
- Cerapachys piliventris
- Cerapachys piochardi
- Cerapachys polynikes
- Cerapachys potteri
- Cerapachys princeps
- Cerapachys pruinosus
- Cerapachys pubescens
- Cerapachys punctatissimus
- Cerapachys pusillus
- Cerapachys reticulatus
- Cerapachys ruficornis
- Cerapachys rufithorax
- Cerapachys rugulinodis
- Cerapachys salimani
- Cerapachys sauteri
- Cerapachys sculpturatus
- Cerapachys senescens
- Cerapachys sexspinus
- Cerapachys similis
- Cerapachys simmonsae
- Cerapachys singaporensis
- Cerapachys singularis
- Cerapachys sjostedti
- Cerapachys splendens
- Cerapachys sudanensis
- Cerapachys sulcinodis
- Cerapachys superatus
- Cerapachys suscitatus
- Cerapachys sylvicola
- Cerapachys terricola
- Cerapachys toltecus
- Cerapachys turneri
- Cerapachys typhlus
- Cerapachys validus
- Cerapachys varians
- Cerapachys versicolor
- Cerapachys vespula
- Cerapachys villiersi
- Cerapachys vitiensis
- Cerapachys wittmeri
- Cerapachys wroughtoni
- Cerapachys xizangensis
- Cerapachys zimmermani
- †Cerapachys favosus